# Гринбуш (Вирџинија)
Гринбуш (енгл. Greenbush) насељено је место без административног статуса у америчкој савезној држави Вирџинија.

## Демографија
По попису из 2010. године број становника је 220.
| Група             | 2000.    | 2010.       |
| Белци             | 0 (0,0%) | 119 (54,1%) |
| Афроамериканци    | 0 (0,0%) | 55 (25,0%)  |
| Азијати           | 0 (0,0%) | 1 (0,5%)    |
| Хиспаноамериканци | 0 (0,0%) | 51 (23,2%)  |
| Укупно            | 0        | 220         |